# Plaza de España (Palma de Mallorca)
La plaza de España en la ciudad de Palma de Mallorca, Islas Baleares, España, es un espacio público, centro neurálgico de las comunicaciones de la capital mallorquina, ya que allí está situada la Estación Intermodal, parada de gran parte de las líneas de la EMT y núcleo de transbordos. Además, es punto de encuentro y de entrada al centro de la ciudad. Está situada en un segmento de la antigua muralla de Palma y se creó en 1901 con la reforma del Plan Calvet y el derribamiento de la muralla, junto a la puerta renacentista conocida como Puerta Pintada, motivo por el que la plaza ha recibido este nombre.
En la plaza confluyen muchas vías y plazas : las avenidas de Juan March y de Alexandre Rosselló, el Parque de las Estaciones y la calle Eusebio Estada. Donde antiguamente estaban situadas las murallas palmesanas está la Plaza de la Porta Pintada, que conecta con las calles San Miguel y Olmos.

## Historia
Consta de dos partes diferenciadas : la plaza moderna, que recibe el nombre oficial de plaza de España y forma un rectángulo; y la plaza antigua, que recibe el nombre de plaza de la Puerta Pintada, que forma un triángulo alargado y existe desde el siglo XVII. En 1892 la plaza recibió un cambio de nombre cuando el Ayuntamiento de Palma la denomina plaza de Joanot Colom, en honor a Joanot Colom, uno de los líderes de las germanías en Mallorca, que ya tenía en su honor dedicada la calle Colom. Durante el derribamiento de las murallas en 1902 y la implantación del Plan Calvet, planificado por el ingeniero Bernat Calvet Girona, la antigua plaza creció a medida que se urbanizaba el entorno de las antiguas murallas, y en 1914, la plaza fue rebautízala como plaza de Eusabi Estada, en honor a Eusebio Estada i Sureda, que sobre los papeles formaba una plaza diferente a la anterior. El 30 de octubre de 1936, la plaza perdió esta denominación y fue nombrada por las autoridades franquistas como plaza de España, mientras que la calle contigua de Formentor pasó a llamarse Eusebio Estada. Finalmente, en 1990 la antigua plaza de Joanot Colom recobró el nombre original de plaza de la Puerta Pintada, aunque la plaza de España mantuvo su nombre.
De hecho, existen algunas iniciativas para unificar el nombre de las dos plazas, la antigua y la nueva, e imponer el nombre de plaza de la Puerta Pintada. También existe la costumbre de denominarla plaza del rey Jaime por la escultura de Jaime I el Conquistador que se encuentra en el centro de la plaza. Durante el movimiento del 15-M de los indignados, la plaza fue ocupada por una acampanada de ciudadanos, los cuales la rebautizaron como plaza de Islandia y colocaron la bandera islandesa, referenciando las protestas en Islandia de 2008-2011.